# I Should Have Known Better (The Beatles)
I Should Have Known Better is een lied van de Britse popgroep The Beatles. Het nummer verscheen in 1964 op de soundtrack van hun eerste speelfilm, A Hard Day's Night. In de Verenigde Staten werd het nummer ook uitgebracht als de B-kant van de single A Hard Day's Night. Deze single stond twee weken op de eerste plaats in de Billboard Hot 100. Het nummer staat op naam van het schrijversduo Lennon-McCartney, maar werd geschreven door John Lennon. Dat het op naam van Lennon-McCartney stond kwam omdat ze hadden afgesproken dat ieder lied waar een van hen aan had gewerkt onder de naam van dat schrijversduo zou komen.

## Achtergrond
I Should Have Known Better werd door Lennon geschreven in een periode dat The Beatles het werk van Bob Dylan leerden kennen. De Beatles traden in januari 1964 op in het Olympia Theater in Parijs en hoorden daar voor het eerst Dylans album The Freewheelin' Bob Dylan uit 1963. Omdat The Beatles de muziek van Dylan bewonderden, had zijn werk vanaf die periode een grote invloed op de muziek van The Beatles. The Beatles waren ook onder de indruk van de liedteksten van Dylan en deze inspireerden vooral John Lennon om meer aandacht te besteden aan zijn eigen liedteksten. Dylans invloed op I Should Have Known Better is echter niet zozeer tekstueel als wel muzikaal: het nummer maakt gebruik van een mondharmonica in de stijl van Dylan.

## Gebruik in de speelfilm
I Should Have Known Better werd ook gebruikt in de speelfilm A Hard Day's Night. The Beatles playbacken het lied tijdens een scène in een trein. Tijdens deze scène doen The Beatles een kaartspel, terwijl verschillende vrouwelijke fans toekijken. Deze fans werden gespeeld door fotomodellen. Een van hen was Pattie Boyd, de toekomstige vrouw van George Harrison. Deze scène werd gefilmd op 11 maart 1964 in Twickenham Film Studios.

## Opnamen
De opnamen van I Should Have Known Better begonnen op 25 februari 1964 in de Abbey Road Studios in Londen. Nadat The Beatles eerst You Can't Do That en And I Love Her hadden opgenomen, namen ze drie takes van I Should Have Known Better op. Twee van deze drie takes eindigden voortijdig. Bij de tweede take barstte Lennon in lachen uit vanwege zijn spel op de mondharmonica. Het nummer verschilde op dat moment van de uiteindelijk versie: Lennon speelde een opening op mondharmonica, terwijl Harrison het nummer eindigde met zijn leadgitaar.
De volgende dag begonnen The Beatles aan een remake van I Should Have Known Better. Die dag namen ze 18 takes van het nummer op. In de meeste gevallen eindigden deze takes wederom voortijdig. Take negen werd gebruikt voor de uiteindelijke versie van het nummer. Aan deze take werden middels een overdub door Lennon een tweede zangpartij en mondharmonica aan toegevoegd.

## Release
In Groot-Brittannië werd I Should Have Known Better in 1964 alleen uitgebracht op het album A Hard Day's Night. Dit album verscheen op 10 juli 1964. In de Verenigde Staten werd dit album met I Should Have Known Better erop uitgebracht op 26 juni.
In tegenstelling tot Groot-Brittannië, werd niet Things We Said Today uitgebracht als B-kant van de single A Hard Day's Night, maar werd I Should Have Known Better hiervoor gebruikt. Deze single werd uitgebracht op 13 juli en stond twee weken op de eerste plaats in de Billboard Hot 100.
Op 8 maart 1976 bracht EMI Yesterday uit als single in Groot-Brittannië. I Should Have Known Better werd daarbij als B-kant gebruikt. Deze single behaalde uiteindelijk de achtste plaats in de Engelse hitlijsten.
In Europa werd I Should Have Known Better ook uitgebracht als een single en behaalde daar in diverse landen de hitlijsten. In Duitsland haalde deze single de zesde plaats, in Nederland de tweede en in Noorwegen de eerste.
Het nummer was lange tijd niet te verkrijgen op een regulier album, maar in 1970 verscheen het op het compilatiealbum Hey Jude.

## Tracklist

#### 7" Single
Parlophone QMSP 16367 [it] (15-09-1964)
1. I should have known better
2. Tell me why

## Hitnoteringen
| I should have known better | I should have known better | I should have known better | I should have known better | I should have known better | I should have known better | I should have known better | I should have known better | I should have known better | I should have known better | I should have known better | I should have known better | I should have known better | I should have known better |
| Hitlijst                   | Datum van binnenkomst      | Week:                      | 1                          | 2                          | 3                          | 4                          | 5                          | 6                          | 7                          | 8                          | 9                          | 10                         |                            |
| -------------------------- | -------------------------- | -------------------------- | -------------------------- | -------------------------- | -------------------------- | -------------------------- | -------------------------- | -------------------------- | -------------------------- | -------------------------- | -------------------------- | -------------------------- | -------------------------- |
| Tijd voor Teenagers Top 10 | 05-09-1964                 | Positie:                   | 9                          | 3                          | 1                          | 1                          | 1                          | 2                          | 2                          | 2                          | 4                          | 7                          | uit                        |
| Nederlandse Top 40         | 02-01-1965                 | Positie:                   | 40                         | uit                        |                            |                            |                            |                            |                            |                            |                            |                            |                            |

### NPO Radio 2 Top 2000
| Nummer met noteringen in de NPO Radio 2 Top 2000 | '99 | '00  | '01  | '02  | '03  | '04  | '05  | '06  | '07 | '08  |
| ------------------------------------------------ | --- | ---- | ---- | ---- | ---- | ---- | ---- | ---- | --- | ---- |
| I Should Have Known Better                       | 834 | 1716 | 1764 | 1871 | 1676 | 1915 | 2000 | 1879 | -   | 1941 |

1. ↑  Een '-' betekent dat het nummer niet was genoteerd en een vetgedrukt getal geeft de hoogste notering aan.
2. ↑  Deze tabel is bijgewerkt tot en met de laatste editie (2024).

## Credits
- John Lennon - zang, akoestische gitaar, mondharmonica
- Paul McCartney - basgitaar
- George Harrison - leadgitaar
- Ringo Starr - drums